# Can Perera de Pimar
Can Perera de Pimar és una masia de la Garriga (Vallès Oriental) protegida com a Bé Cultural d'Interès Local.

## Descripció
Masia de carener perpendicular a la façana, de planta basilical i doble ràfec. Consta de planta baixa, pis i golfes. Els murs són de paredat i estan sense arrebossar. Les obertures i les pedres cantoneres estan fetes amb carreus regulars. La porta principal és d'arc de mig punt adovellat, a la pedra clau hi ha la data de 1786. La finestra de la sal és trigeminada amb arquets trevolats, les altres obertures són de llinda plana sense decorar i els ampits motllurats, semblen més vells que les finestres. Les finestres de les golfes són d'arc de mig punt de totxo formant galeria fets segurament durant la renovació dels anys 50. A les façanes laterals s'han obert finestres seguint l'estil de les de la façana principal. A la façana nord-est hi ha restes d'un barri i un pou adossat en el brancal esquerra de la porta, aquest barri donava accés a cors i quadres, actualment hi ha una construcció moderna. Al davant de la façana principal hi ha l'era amb cairons. En el costat nord-est hi ha diversos annexes i una pallissa nova.

## Història
El nom de la casa, tot i que en principi, era Perer o Parera en el segle xvii es començar a anomenar de Pimar en contraposició a can Parera de la Pinyonera. En una talla que es conserva a l'Arxiu Municipal de la Garriga feta l'any 1397 es classifiquen les cases segons la seva economia, en Parer surt com mas mitja i, per tant, ha de pagar 24 florins.
A l'arxiu familiar consta que en l 1641, Esteva Parera va començar un llibre on recollia la història familiar, els capítols matrimonials, establiments de terres, pensions censals, testaments... La notícia més antiga que es coneix del mas Parera és d'un fogatge fet l'any 1470 en que consta en Perer, en els fogatges posteriors surt sempre esmentat, com en Perer o lo mas Perer o Parera. En el cens de població de 1717 consta Jaume Parerera, treballador, sa muller, tres germans fadrins, bracers, Isabel Tries donzella. Entre la documentació que es conserva a l'arxiu familiar es conserven diversos capítols matrimonials, entre els quals els de Maria-Angela, germana del propietari del mas que en casar-se adopta el nom del marit, és a dir Maria- Angela Planes, fets en el 1641. En uns altres fets el 1669, s'identifiquen altres cases del terme, així Pau-Pere Queralt i Josep Queralt, fill seu amb Eulàlia Parera. També hi ha constància documental dels Parera i la seva vinculació amb la vida municipal de la vila, així en el 1672, Esteve Parera de Pimar, n'era jurat.